# Herbert Chapman
Herbert Chapman (* 19. Januar 1878 in Kiveton Park, Rotherham; † 6. Januar 1934 in Hendon, London) war ein englischer Fußballspieler und -trainer.
Als aktiver Fußballspieler durchlebte Chapman zunächst eine bescheidene Karriere. Er spielte zwar für eine große Anzahl von Vereinen, kam aber in einem Zeitraum von mehr als zehn Jahren noch nicht einmal auf 40 Meisterschaftsspiele in der Football League. Erfolge stellten sich bei ihm erst im Traineramt ein, als er 1909 mit Northampton Town die Meisterschaft in der Southern League gewann und den Zweitligisten Leeds City im Jahr 1914 fast in die höchste englische Spielklasse führte. Den endgültigen Durchbruch feierte er nach dem Ersten Weltkrieg bei Huddersfield Town, als er mit einem FA-Cup-Sieg und zwei englischen Meisterschaften innerhalb von nur vier Jahren seine ersten nationalen Titel gewann. Seine nächste Erfolgsstation war der bis dahin noch relativ erfolglose FC Arsenal, dem er ebenfalls die ersten Trophäen in der Vereinsgeschichte bescherte und damit den Grundstein für die Dominanz des Klubs in den 1930er Jahren legte.
Chapman gilt bis zum heutigen Tage als einer der renommiertesten Trainer in der Geschichte des Fußballs. Als einer der ersten „Modernisierer“ führte er eine Reihe von Neuerungen im Bereich der Taktik und Trainingsmethodik in den englischen Fußball ein. Chapman gilt unter anderem als treibende Kraft im englischen Fußball bei der Einführung von Flutlicht in den Stadien, Trikots mit Rückennummern und vor allem bei der Orientierung hin zum kontinentalen Fußball, der sich damals im Aufschwung befand.

## Die Anfänge
Herbert Chapman wurde in der Nähe der Stadt Rotherham in Kiveton Park geboren. Sein Vater war ein einfacher Bergarbeiter. Um nicht auch selbst ein Leben als Grubenarbeiter führen zu müssen, besuchte Herbert Chapman das Sheffield Technical College und studierte dort Bergbautechnik.
Als eines von elf Kindern war er auch Teil einer sehr sportlichen Familie. Zwei seiner Brüder sollten Profifußballer werden. Dabei wurde vor allem Herberts jüngerer Bruder Harry Chapman vergleichsweise erfolgreich, da er mit The Wednesday in den 1900er Jahren zwei englische Meisterschaften und einen FA Cup gewann. Sein älterer Bruder Tom Chapman kam für Grimsby Town zum Einsatz, während mit Matthew Chapman ein weiterer Bruder später in der Vereinsführung von Grimsby aktiv sein sollte.

## Spielerlaufbahn
Die Zeit als aktiver Spieler verbrachte Chapman als „Reisender“ und, da er sich zumeist als Amateur verdingte, richtete sich die jeweilige Vereinsstation danach, ob er in der Nähe eine geeignete Arbeitsstelle fand. Er verbrachte seine Jugendjahre in dem Heimatklub Kiveton Park und verließ 1895 seine ursprüngliche Umgebung. Er ging nach Ashton-under-Lyne und spielte dort als Amateur für Ashton North End, bevor es ihn zu den Stalybridge Rovers und danach nach Rochdale führte – alle drei genannten Vereine waren Mitglieder der Lancashire League. Chapmans Position lag in der etwas zurückhängenden halbrechten Stürmerposition („inside right“) und den Mangel an spielerischem Talent glich er durch Kampfkraft und eine robuste Spielweise aus.
Im Jahr 1898 schloss er sich seinem Bruder Tom bei Grimsby Town an, das zu diesem Zeitpunkt in der Second Division, also der zweithöchsten Spielklasse der Football League, spielte. Da Herbert Chapman seinen Amateurstatus aufrechterhielt, nahm er in der Gegend eine Tätigkeit als beratender Rechtsanwalt („Solicitor“) an. Sportlich verlief die Saison 1898/99 in Grimsby durchwachsen. Nachdem der Verein sich von Beginn an im Tabellenkeller aufgehalten hatte und im FA Cup an Preston North End deutlich mit 0:7 gescheitert war, belegte er am Ende mit dem zehnten Rang noch einen sicheren Mittelfeldplatz. Chapman selbst hatte dabei am Ende aber seinen Platz in der Mannschaft verloren, wobei er sich zeitweise recht unglücklich als Mittelstürmer versuchte. Die Vereinsführung von Grimsby Town ließ Chapman schließlich gehen. Dieser schloss sich kurzzeitig Swindon Town an, wo er jedoch nur zu drei Spielen und zwei Toren kam. Chapman fand dort des Weiteren keine angemessene Anstellung und so zog er schließlich weiter. Er verbrachte eine Spielzeit bei Sheppey United und war dort mit seiner Mannschaft in der Saison 1899/1900 das Tabellenschlusslicht in der Southern League. Obwohl er es in der Zeit zum besten Torschützen seines Vereins gebracht hatte, kehrte Chapman, der sich eine Verletzung gegen Ende der Spielzeit zugezogen hatte und weiterhin ohne Arbeit war, etwas entmutigt in seine Heimatstadt zurück. Dort spielte er in der Saison 1900/01 für Worksop Town in der Midland League und besuchte zur Fortführung seines Ingenieursstudium das Old Firth College in Sheffield.
Aufgrund der Konzentration auf seine Ausbildung spielte Chapman hauptsächlich für die Reservemannschaft von Worksop Town. Als er jedoch in einem Spiel der ersten Mannschaft gegen Northampton Town positiv auffiel, bot ihm der Gegner einen Vertrag an, so dass Chapman im Jahr 1901 erstmals der Sprung ins Profilager gelang. Er absolvierte für Northampton die gesamte Saison 1901/02 und schloss diese mit 12 Treffern in 25 Spielen als zweitbester Torschütze des Vereins ab. Eine der Höhepunkte war dabei auch eine gute Leistung in FA Cup gegen Sheffield United, die zu einem weiteren Vertragsangebot führte. Chapman akzeptierte den Wechsel nach Sheffield, fiel dabei aber wieder auf seinen Amateurstatus zurück. Maßgeblich für diese Entscheidung war dabei sein Wunsch, in der Umgebung Sheffields einer Ingenieurtätigkeit nachzugehen. Insgesamt schoss er zwei Tore in 22 Spielen für United, tat sich aber schwer, seinen Platz in einer Mannschaft zu verteidigen, die über eine Reihe von Nationalspielern verfügte. Für 300 Pfund wurde er nach Abschluss der Saison 1902/03 an Notts County verkauft. Dort war er zwar wieder ein bezahlter Fußballer, stand aber nur in sieben Spielen auf dem Platz (dabei gelang ihm ein Treffer).
Im Jahr 1904 kehrte Chapman zu seinem alten Verein Northampton Town zurück und spielte dort letztlich eine Saison auf Leihbasis, da er weiterhin bei Notts County gemeldet blieb. Für 75 Pfund stimmte County 1905 einem Transfer zu Tottenham Hotspur zu. Für die Spurs schoss er in der Southern League elf Tore in der Saison 1905/06 und nur drei Treffer in der Spielzeit 1906/07. Da er im Verlauf seines Aufenthalts in Tottenham nur sehr unbeständig in der ersten Mannschaft zum Einsatz kam, entschloss sich Chapman am Saisonende dazu, Tottenham zu verlassen und damit endgültig dem professionellen Fußball als Spieler den Rücken zu kehren.

## Trainerkarriere

### Northampton Town
Als sich Chapman auf dem Sprung zum Abschied aus Tottenham befand, hatte er seinem Mannschaftskameraden Walter Bull empfohlen, das Traineramt bei seinem Ex-Verein Northampton Town zu übernehmen. Bull entschied sich jedoch dagegen und schlug vielmehr vor, dass Chapman den Job übernehmen sollte. In der Funktion eines Spielertrainers heuerte Chapman schließlich bei Northampton Town an. Dort war die Not sehr groß, da die Mannschaft in den zwei Spielzeiten zuvor Tabellenletzter der Southern League gewesen war. Innerhalb kürzester Zeit sollte Chapman jedoch die Wende markieren. Nach einer Niederlage seines Teams gegen Norwich City trotz weitgehender Überlegenheit entschloss sich Chapman zu einem fundamentalen Umbau der Abwehrstrategie nach dem Prinzip „Verteidigung ist die beste Form des Angriffs“. Er wies den „Halbspielern“ im Mittelfeld eine deutlich defensivere Ausrichtung zu und beabsichtigte neben der Verstärkung der Verteidigungslinie dabei mehr Platz für seine Stürmer. Den Abwehrspielern selbst verordnete er im Verteidigungsverhalten und im Spielaufbau ein konstruktives Passspiel. Er ermutigte zudem die Vereinsführung zu verstärkten Investitionen in neue Spieler. Zu den Neuverpflichtungen sollte der walisische Nationalspieler Edwin Lloyd-Davies gehören, der bis zum heutigen Tage der vereinsinterne Rekord-„Internationale“ von Northampton Town ist. In seiner ersten Saison in verantwortlicher Position führte Chapman seinen Klub auf den achten Platz und nach weiteren Einkäufen, darunter Albert Lewis von Coventry City, und mit der Installation von David McCartney als echten Spielmacher im Mittelfeld gewann die neu zusammengestellte Mannschaft in der Southern League den Titel in der Saison 1908/09. Der Spielerkarriere hatte Chapman nach seinem letzten Einsatz im Frühjahr 1909 gegen den FC Watford endgültig ein Ende gesetzt.
Die Charity-Shield-Partie verlor Chapmans Mannschaft mit 0:2 gegen Newcastle United, und obwohl das Team den Southern-League-Titel in der Ära unter Chapman kein weiteres Mal gewinnen sollte, rangierte die Mannschaft in den folgenden drei Spielzeiten stets unter den besten vier Mannschaften. Die Leistungsfähigkeit demonstrierte Northampton Town auch in verschiedenen FA-Cup-Begegnungen gegen Mannschaften aus der höchsten englischen Spielklasse. Dabei konnte mit The Wednesday ein Erstligist aus dem Wettbewerb eliminiert werden. Danach waren mit Nottingham Forest und im Folgejahr Newcastle United First-Division-Gegner erst im Wiederholungsspiel gegen die „Cobblers“ siegreich.
Chapman versuchte während seiner Amtszeit Northampton Town in den Spielbetrieb der Football League zu führen. Dieses Vorhaben ließ sich aber nur schwer in die Tat umsetzen, weil damals eine geregelte Auf- und Abstiegsregelung nicht existierte. Er schlug eine zweigeteilte Football Alliance direkt unterhalb der beiden Football-League-Spielklassen plus einer automatischen Auf- und Abstiegsregel vor, wie sie dann in ähnlicher Form 1921 mit der Einführung einer Nord- und Süddivision innerhalb der Football League Third Division umgesetzt wurde. Aber in der Zeit um 1910 wurde dieser Vorschlag vom Ligaverband abschlägig beschieden. Gegen Ende der Saison 1911/12 erhielt Chapman dann die Gelegenheit, mit Leeds City einen Verein aus der zweithöchsten Spielklasse der Football League zu betreuen. Die Vereinsführung von Northampton Town gab seinen Erfolgstrainer frei, der somit seinen Weg in den Norden fand.

### Leeds City
Leeds City hatte in der Saison vor der Verpflichtung Chapmans in der Second Division den 19. Platz belegt und befand sich inmitten des „Re-election“-Verfahrens, in dem der Klub um die erneute Spielberechtigung in der zweithöchsten englischen Liga bat. Nicht zuletzt der Fürsprache Chapmans war es schließlich zu verdanken, dass diesem Anliegen vonseiten des Verbandes stattgegeben wurde. Chapman verpflichtete einige junge und talentierte Spieler und trotz großer Formschwankungen – zwischen zwei 5:1-Siegen verlor die Mannschaft einmal 0:6 – belegte City am Ende der Saison 1912/13 den sechsten Tabellenplatz. Die neue Mannschaft erzeugte an der Elland Road in Chapmans erster Trainersaison für einige Aufbruchstimmung und der erhöhte Zuschauerschnitt von 8.500 auf 13.000 lag auch in der offensiv spielenden Mannschaft begründet, die mit 70 Treffern die zweithöchste Torausbeute in der Second Division erzielte.
Die sportliche Leistungskurve zeigte bei Leeds City auch in der Saison 1913/14 nach oben und der Verein lag am Ende viertplatziert nur zwei Punkte unterhalb der Aufstiegsplätze. Damit hatte sich zwar Chapmans Prophezeiung, den Klub binnen zweier Jahre in die höchste englische Spielklasse zu führen, nicht erfüllt, aber die Vereinsführung zeigte sich aufgrund der steigenden Zuschauerzahlen und den daraus resultierenden Gewinnzuwächsen höchst zufrieden. Außerdem hatte Chapman dafür gesorgt, dass sich Leeds City in der Stadt, die traditionell eher dem Rugbysport zugeneigt war, einen Namen machen konnte. Der Ausbruch des Ersten Weltkrieges verhinderte dann jedoch, dass der Verein seinen erhöhten Ansprüchen für die Saison 1914/15 gerecht wurde. Die Spiele fanden nun wieder vor deutlich weniger Zuschauern statt und innerhalb des sehr großen Kaders war Chapman nicht in der Lage, seine „erste Mannschaft“ zu finden. Leeds City verlor sechs der letzten acht Partien und schloss die Spielrunde nur auf dem 15. Rang ab.
Als der Ligafußball aufgrund der Kampfhandlungen ausgesetzt wurde, spielte Leeds City in einigen regionalen Wettbewerben. Viele Spieler hatten den Verein verlassen, da sie entweder am Krieg teilnahmen oder Schwierigkeiten mit der neuen Gehaltsobergrenze hatten, die mittlerweile eingeführt worden war. Der Klub agierte daher mit wechselnden „Gastspielern“. Auch Chapman entschloss sich zur Unterstützung der Kriegsaktivitäten und übernahm 1916 eine leitende Position in einer Munitionsfabrik in Barnbow, die sich in Cross Gates – östlich von Leeds gelegen – befand. Drei Jahre lang betreute Chapmans Assistenztrainer George Cripps die Mannschaft von Leeds City, während der Vereinsvorsitzende Joseph Connor mit einem weiteren Funktionär offiziell die Leitung übernahm.
Nach dem Ende des Krieges und der Wiederaufnahme des Spielbetriebs in der Saison 1919/20 wurde bekannt, dass Leeds City in einer Reihe von finanziellen Ungereimtheiten beteiligt war, wobei vor allem während des Krieges illegale Zahlungen an Gastspieler geleistet wurden. In der Konsequenz wurde Leeds City im Oktober 1919 vollständig aus dem Football-League-Verband ausgeschlossen. Dies hatte wiederum die Auflösung des Vereins noch vor Jahresende zur Folge und fünf Offizielle – darunter befand sich auch Herbert Chapman – erhielten eine lebenslange Sperre für den Fußballsport. Die Spieler des Klubs wurden versteigert und die Spielstätte an der Elland Road ging auf den neu formierten Klub Leeds United über.

### Huddersfield Town
Chapman zog es daraufhin nach Selby, wo er für kurze Zeit eine Öl- und Koksfabrik leitete. In der Weihnachtszeit des Jahres 1920 wurde er dort jedoch entlassen. Unmittelbar später bot ihm der Erstligist Huddersfield Town das Kotraineramt an der Seite von Ambrose Langley an, der wiederum ein alter Weggefährte seines Bruders Harry gewesen war. Zudem erhielt Chapman in dem laufenden Berufungsverfahren bezüglich seines Berufsverbots im Fußball wichtige Rückendeckung aus Huddersfield, indem betont wurde, dass Chapman zum Zeitpunkt der illegalen Zahlungen nicht in verantwortlicher Position gewesen war. Die Sperre wurde schließlich aufgehoben und am 1. Februar 1921 nahm Chapman seine Tätigkeit an der Seite von Langley auf.
Nur einen Monat später wurde Chapman ins Traineramt befördert. Mit neuem Tatendrang verpflichtete er neue Spieler, darunter den englischen Nationalspieler Clem Stephenson von Aston Villa, der schließlich Kapitän in Chapmans Mannschaft werden sollte, und den bis dato unbekannten 18-jährigen George Brown, der dann zum besten Torschützen in der Vereinsgeschichte von Huddersfield Town avancierte. Die Erfolge ließen nicht lange auf sich warten und in der ersten vollständigen Trainersaison 1921/22 holte Chapman für Huddersfield Town mit dem FA Cup die erste bedeutende Trophäe – im 1922er Finale war dabei Preston North End mit 1:0 an der Stamford Bridge besiegt worden. Da die Mannschaft in der Liga aber noch stets im Abstiegskampf gesteckt und am Ende nur den 14. Platz belegt hatte, setzte Chapman seine Politik der Verstärkung des Spielerkaders fort.
Wie schon bei seinen Trainerstationen zuvor, setzte Chapman in taktischer Hinsicht wieder auf eine gestärkte Defensive und ein schnelles Konterspiel in Verbindung mit einem Kurzpassspiel und Flügelläufe über die Außenpositionen. Zudem dehnte er seinen Wirkungskreis auch auf die Reservemannschaften aus und sorgte damit dafür, dass diese die gleiche Spielausrichtung trainierten und somit Lücken in der ersten Mannschaft im Notfall schnell ausfüllen konnten. Um die richtigen Spieler für sein System zu haben, installierte er zudem ein weitreichendes Scoutingsystem. Das üppige Budget aus dem Pokalerfolg der Vorsaison half zudem bei weiteren Neuverpflichtungen; darunter waren der Torhüter Ted Taylor und der Stürmer Charlie Wilson, dem selbst später noch George Cook an die Seite gestellt wurde.
Mit diesen neuen Spielern und Chapmans effektivem System kletterte Huddersfield Town in der Spielzeit 1922/23 auf den dritten Platz und gewann im Jahr 1924 den ersten englischen Meistertitel in seiner Vereinsgeschichte. Dabei war die Entscheidung sehr knapp, da mit Cardiff City die zweitplatzierte Mannschaft nur aufgrund eines um den Faktor 0,024 besseren Torquotienten distanziert werden konnte. Obwohl sich letztlich der Treffer von George Brown zum 3:0-Sieg am letzten Spieltag gegen Nottingham Forest als entscheidend herausstellte, war der Meistertitel vor allem der gestärkten Defensive zu verdanken.
Nach dem Titelgewinn hielt Chapman an seiner Mannschaft weitgehend fest und holte mit Joey Williams lediglich einen rechten Flügelspieler hinzu. Die Mannschaft verteidigte in der Spielzeit 1924/25 den Titel, nachdem im Anschluss an einen guten Saisonstart die Form im Oktober und November zunächst etwas nachgelassen hatte. Hauptsächlich wegen der Verletzung des Torhüters Ted Taylor hatte die Mannschaft dabei zwischenzeitlich nur noch den neunten Platz belegt. Als dann Taylor durch den Neuzugang Billy Mercer ersetzt wurde, kämpfte sich das Team nach einem 5:0-Sieg gegen den FC Arsenal im Februar 1924 wieder zurück an die Tabellenspitze und lag am Ende zwei Punkte vor dem Vizemeister West Bromwich Albion. Als Beleg für die erneut gute Defensivleistung galt dabei, dass es einer Meistermannschaft erstmals gelungen war, während der gesamten Spielzeit nur maximal zwei Gegentore je Partie kassiert zu haben.

### FC Arsenal

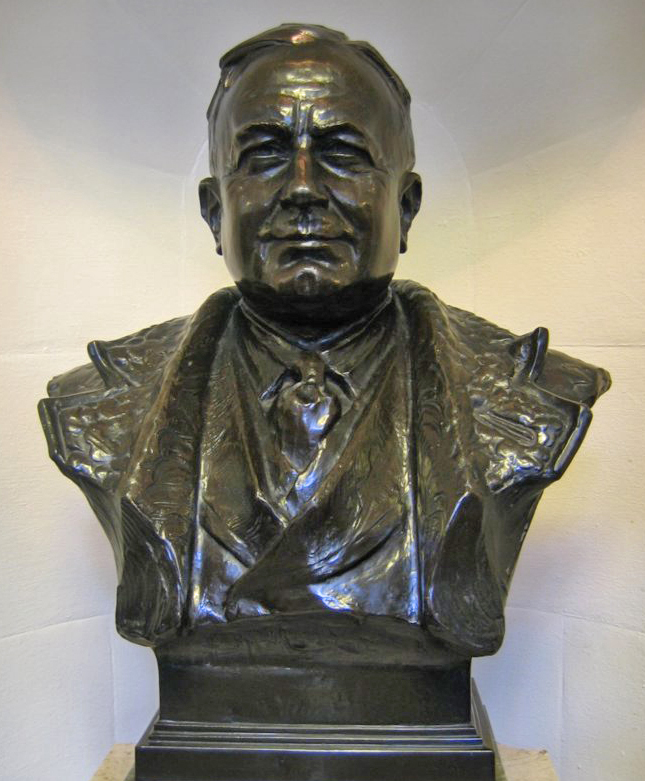
Herbert Chapmans Erfolge wurden durch diese bronzene Büste gewürdigt, die sich im Innenraum des Emirates Stadiums befindet

Zum Ende der Saison 1924/25 hatte Chapman bereits Vorbereitungen für den Weg zum dritten Meistertitel getroffen (eine solche Serie hatte es zu diesem Zeitpunkt im englischen Fußball noch nicht gegebenen), als zeitgleich Sir Henry Norris als Vorsitzender des FC Arsenal nach der Entlassung von Trainer Leslie Knighton eine Anzeige in der Athletic News aufgab, mit folgendem Wortlaut:

„Der Arsenal Football Club nimmt Bewerbungen für die Position des Teammanagers entgegen. Er muss erfahren sein und die höchsten Qualifikationen hinsichtlich seiner Fähigkeiten und des persönlichen Charakters erfüllen. Herrschaften, bei denen sich die Fähigkeit auf den Aufbau einer guten Mannschaft aus Spielern mit kräftigen und exorbitanten [sic] Ablösesummen beschränkt, brauchen sich nicht zu bewerben.“

Obwohl sich Arsenal in den beiden zurückliegenden Spielzeiten im Abstiegskampf befunden hatte und der Vorsitzende dem Klub einen Sparkurs verordnet hatte, wechselte Erfolgstrainer Chapman nach London. Dort erhielt er mit einem Gehalt in Höhe von 2000 Pfund doppelt so viel wie in Huddersfield und sah zudem einem deutlich höheren Zuschauerzuspruch entgegen. Chapmans erste wichtige Personalentscheidung beim FC Arsenal war die Verpflichtung des bereits 34-jährigen englischen Nationalspielers Charlie Buchan, der beim FC Sunderland als Rekordtorschütze zu einer Legende geworden war und nun als Kapitän die rechte Hand von Chapman auf und außerhalb des Spielfelds wurde.

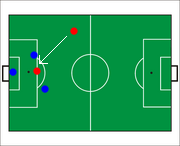
Illustration einer Spielsituation, die nach der Regeländerung im Juni 1925 nicht mehr abseits war

Als wichtig für die nun folgenden Entwicklungen sollte sich zudem eine grundlegende Regeländerung im Juni 1925 herausstellen, in der die Abseitsvorschriften modifiziert wurden. Danach hatte sich bezüglich der Abseitsstellung die maximale Anzahl der gegnerischen Spieler, die bei der angreifenden Mannschaft im Moment des Passspiels hinter dem zuvorderst platzierten Stürmer stehen müssen, von drei auf zwei (inklusive des Torhüters) reduziert. Buchan hatte dabei die Idee, den „Centre Half“, der im zentralen Mittelfeld weite Teile des Spielfelds abdeckte, in die Verteidigungslinie als „Stopper“ zurückzuziehen. Die etwas zurückhängenden Stürmer auf den offensiven Halbpositionen (die beiden „Inside Forwards“ bzw. der „Inside-Left“- und der „Inside-Right“-Spieler) sollten sich in dem Plan zur Unterstützung des Mittelfelds etwas zurückziehen. Damit war aus dem 2-3-5-System das neue WM-System (3-4-3) geboren worden, das sich aus den Buchstaben W und M bildet, die ersichtlich werden, wenn die taktische Formation auf einer Spielfeldtafel visualisiert wird. In der Praxis fiel dabei dem neuen zentralen Defensivspieler eine besondere Verantwortung in der Abseitsfrage zu, da die beiden Verteidiger ihrerseits für die Abdeckung der Flügel zuständig waren.

Eine Darstellung des von Chapman beim FC Arsenal umgesetzten WM-Systems

Der FC Arsenal war freilich nicht das einzige Team, das zu dem Schluss kam, den zentralen Mittelfeldspieler in die Defensive zurückzuziehen. Unter anderem besiegte Newcastle United den FC Arsenal in der Saison 1925/26 mit 7:0 und agierte dabei mit einem Charlie Spencer auf der zentralen Defensivposition; auch der FC Queen’s Park und Tottenham Hotspur hatten bereits ähnliche Spielweisen entwickelt. Die Verfeinerung dieser Idee gelang Chapman jedoch ungleich besser, denn er vereinigte diese taktische Änderung mit seiner Vorstellung des Konterfußballs, schnellen Flügelspielern und einer sicheren Defensive. Chapman fasste später zusammen, dass „der richtige Zeitpunkt für einen Torerfolg kurz nach Abwehr eines Angriffs“ sei, weil sich der Gegner dann „verstreut in der falschen Spielhälfte“ befände. Der FC Arsenal gewann unter Trainer Chapman die Vizemeisterschaft, direkt hinter Huddersfield Town, das somit als erster englischer Verein den Meisterschaftshattrick komplettierte. Diese Platzierung in der Nähe der Tabellenspitze sollte jedoch in den 1920er Jahren die letzte sein und der FC Arsenal fand sich danach stets im Mittelfeld der Liga wieder. Chapman nahm sich jedoch seine Zeit, für sein System genau die Spieler zu entwickeln, die seinem Fünfjahresplan zum Erfolg behilflich sein sollten. Im Februar 1926 nahm er den schnellen Außenspieler Joe Hulme unter Vertrag, dem im Sommer desselben Jahres Verteidiger Tom Parker folgte, der wiederum Buchan später einmal als Kapitän beerben sollte. Trotz unbeständiger Leistungen in der Meisterschaft, erreichte der FC Arsenal 1927 das FA-Cup-Endspiel, verlor dort nach einem Torwartfehler von Dan Lewis aber mit 0:1 gegen Cardiff City.
Im gleichen Jahr ereilte den FC Arsenal ein Skandal, als bekannt wurde, dass Charlie Buchan im Rahmen seines Transfers Geldbeträge „unter der Hand“ kassiert hatte. Die Strafen beschränkten sich dabei aber auf Sir Henry Norris, der lebenslang vom Fußballsport ausgeschlossen wurde. Chapman hingegen blieb unbehelligt und konnte sogar seine Machtposition im Verein deutlich ausweiten, da Norris von Samuel Hill-Wood beerbt wurde und dieser seinem Trainer weitgehende Befugnisse zusicherte. Chapman besaß nun die Kontrolle über alle Geschäftsbereiche und setzte seinen Mannschaftsbau kontinuierlich fort. Ein wichtiger Spielerkauf war 1928 David Jack, dem ein Jahr später Alex James und Cliff Bastin folgten. Mit Herbie Roberts und Eddie Hapgood stärkte Chapman zudem auf der „Centre-Half“- und der linken Abwehrposition weiter seine Verteidigungslinie. Seinen im Jahr 1925 angekündigten Fünfjahresplan führte Chapman schließlich zum Erfolg, als er mit dem FC Arsenal 1930 den FA Cup gewann. Dabei besiegte er seinen alten Verein Huddersfield Town mit 2:0. In der Liga hatte die Mannschaft in derselben Saison zwar nur den 14. Platz belegt, aber der Pokalsieg war letztlich die Initialzündung für die nun folgenden Erfolge in den 1930er Jahren mit fünf Meistertiteln.
Die Formierung des Spielsystems war nun abgeschlossen und vor allem die langen Bälle beim Konterfußball auf die schnellen Außenstürmer Bastin und Hulme, die nach innen zogen und rasch zum Torabschluss kamen, waren sinnbildlich für Chapmans Spielweise. Angeführt von dem Mittelstürmer Jack Lambert, war neben David Jack vor allem Alex James im offensiven Mittelfeld die zentrale Schnittstelle und entscheidende Antriebskraft der künftigen Erfolge. Mit Ausnahme von James war in diesem System wenig Platz für Individualität und Kreativität, da die Spieler als Einzelteile innerhalb eines schnellen Passspiels dienten. Den beiden Mittelfeldspielern vor der Abwehrreihe aus Bob John und Charlie Jones kam eine wichtige Bedeutung zu, weil sie einerseits im zentralen Mittelfeld das schnelle Aufbauspiel „vor sich her trugen“ und sich auf der anderen Seite am Abwehrverhalten beteiligten. Bei gegnerischem Ballbesitz konnte sich die Defensive im Notfall bis in den eigenen Strafraum zurückfallen lassen, wodurch dem Gegner ein weitreichender Ballbesitz in der Arsenal-Spielhälfte bis hin zum 16-Meter-Raum gestattet wurde. Die dort massiert postierte Abwehr des FC Arsenal schaltete von Abwehr schnell in den Angriff über, wobei der Ballgewinn zumeist Herbie Roberts zufiel, der das Spielgerät dann an die ausströmenden Spieler „verteilte“. Dadurch, dass auch die beiden Außenläufer im Mittelfeld nach vorne drangen, um den Flügelstürmern Deckung zu geben, beteiligten sich an derartig überfallartigen Offensivaktionen bis zu sieben Spieler. Chapman System verlangte seinen Spielern nicht nur eine gute Kondition ab, sondern es mussten auch Akteure sein, die sich dazu bereit erklären, ihre Aufgaben diszipliniert nach Anweisung zu erfüllen. Diese Kriterien musste ein Spieler auch vor einer Verpflichtung schon erfüllen und das weitreichende Scoutingsystem sollte vor einer „Fehlbesetzung“ bereits im Vorfeld schützen. Obwohl Chapman mit seinem System höchst effektiv arbeitete, stand seine Herangehensweise in deutlichem Kontrast zu dem, wie der Fußballsport traditionell in England verstanden wurde. Da sich der englische Fußball stets um den Ballbesitz und die Ballkontrolle gedreht hatte, reagierten Vertreter dieser Philosophie – zumeist Kommentatoren und Gegner – skeptisch auf Chapmans Konterstrategie. Vorwürfe eines „glücklichen“ oder „langweiligen“ Arsenals wurden laut. Trotz dieser negativen Einschätzung in der öffentlichen Meinung gewann der FC Arsenal in der Saison 1930/31 erstmals die englische Meisterschaft. Die 127 Ligatore bedeuten dabei bis zum heutigen Tag Vereinsrekord für die Anzahl der Treffer in der höchsten englischen Spielklasse.
Nachdem der FC Arsenal in den beiden vorangegangenen Spielzeiten separat den FA Cup und die Meisterschaft gewonnen hatte, war der Klub in der Saison 1931/32 auf dem besten Weg zum ersten „Double“ aus beiden Wettbewerben im 20. Jahrhundert. Es blieben dem Klub schließlich beide Titel vorenthalten, da in der Liga hinter dem FC Everton nur die Vizemeisterschaft errungen wurde und das FA-Cup-Finale im Jahr 1932 unter unglücklichen Umständen gegen Newcastle United verloren ging. Dabei sorgte vor allem der Ausgleichstreffer der „Magpies“ für Unmut, da der Ball zuvor deutlich die Torauslinie überschritten hatte.
Von diesen kleineren Rückschlägen kurz vor der Zielgerade ließ sich Chapman jedoch nicht in seinem Weg beirren und führte den FC Arsenal in der Spielzeit 1932/33 zu einem weiteren Meistertitel. Diese Saison stand jedoch auch für eine der aufsehenerregendsten Niederlagen in der Klubgeschichte. Für die dritte Runde des FA Cups war Arsenal der Drittligist FC Walsall zugelost worden und als aktueller Tabellenführer und Finalist des Vorjahres waren die Londoner deutlicher Favorit. Grippebedingt musste Chapman auf fünf Stammspieler verzichten und die Mannschaft sorgte mit der 0:2-Niederlage für eine der größten FA-Cup-Überraschungen in der Geschichte dieses Pokalwettbewerbs. Das Resultat erzürnte Chapman so sehr, dass er in unmittelbarer Konsequenz Tom Black an Plymouth Argyle verkaufte. Black hatte in der Partie durch eine Tätlichkeit einen Strafstoß verursacht. Nur eine Woche später folgte der Verkauf von Charlie Walsh an den FC Brentford. Trotz dieser Pokalenttäuschung verzeichnete Arsenal in dieser Saison wieder mit 118 Toren eine ähnliche Treffsicherheit, wie in der Spielzeit 1930/31. Dabei war vor allem der 5:0-Sieg gegen den Mitfavoriten Aston Villa von großer Bedeutung, der zudem die Meisterschaft entschied. Ein weiterer persönlicher Höhepunkt in der Karriere Chapmans war seine kurzzeitige Unterstützung der englischen Nationalmannschaft im Mai 1933, als er während der Sommertournee durch Europa als erster professioneller englischer Nationaltrainer diente. Bei den Spielernominierungen war er zwar nicht in den Auswahlprozess des FA-Komitees eingebunden, aber er konnte in den Spielen selbst die Taktik vorgeben und die Anweisungen vor Spielbeginn erteilen. In den beiden Partien als „Nationaltrainer“ führte er die englische Auswahl am 13. Mai 1933 in Rom gegen Italien zu einem 1:1-Remis und eine Woche später besiegte sein Team die Auswahl der Schweiz mit 4:0.
Da sein erfolgreiches Arsenal-Team mittlerweile bereits deutlich gealtert war und die FA-Cup-Niederlage gegen Walsall gezeigt hatte, dass die Ersatzspieler nur bedingt tauglich für die erste Mannschaft waren, notierte Chapman an seinen Klubdirektor George Allison, dass ein erneuter Umbau erforderlich sei. Mit den Verpflichtungen von Ray Bowden, Pat Beasley und Jimmy Dunne begann Chapman mit einer „zweiten Generation“ von Arsenal-Spielern. Dazu stellte er den jungen George Male von der linken Halb- auf die rechte Verteidigerposition. Den Erfolg dieser Maßnahmen erlebte Chapman jedoch nicht mehr vollständig mit. Der FC Arsenal zeigte zu Beginn der Saison 1933/34 beständig gute Leistungen und belegte nach einem torlosen Remis gegen den FC Birmingham am 30. Dezember 1933 mit vier Punkten Abstand auf den Zweitplatzierten die Tabellenführung. Diese Partie sollte jedoch die letzte sein, bei der Chapman auf der Trainerbank des FC Arsenal saß.

## Tod

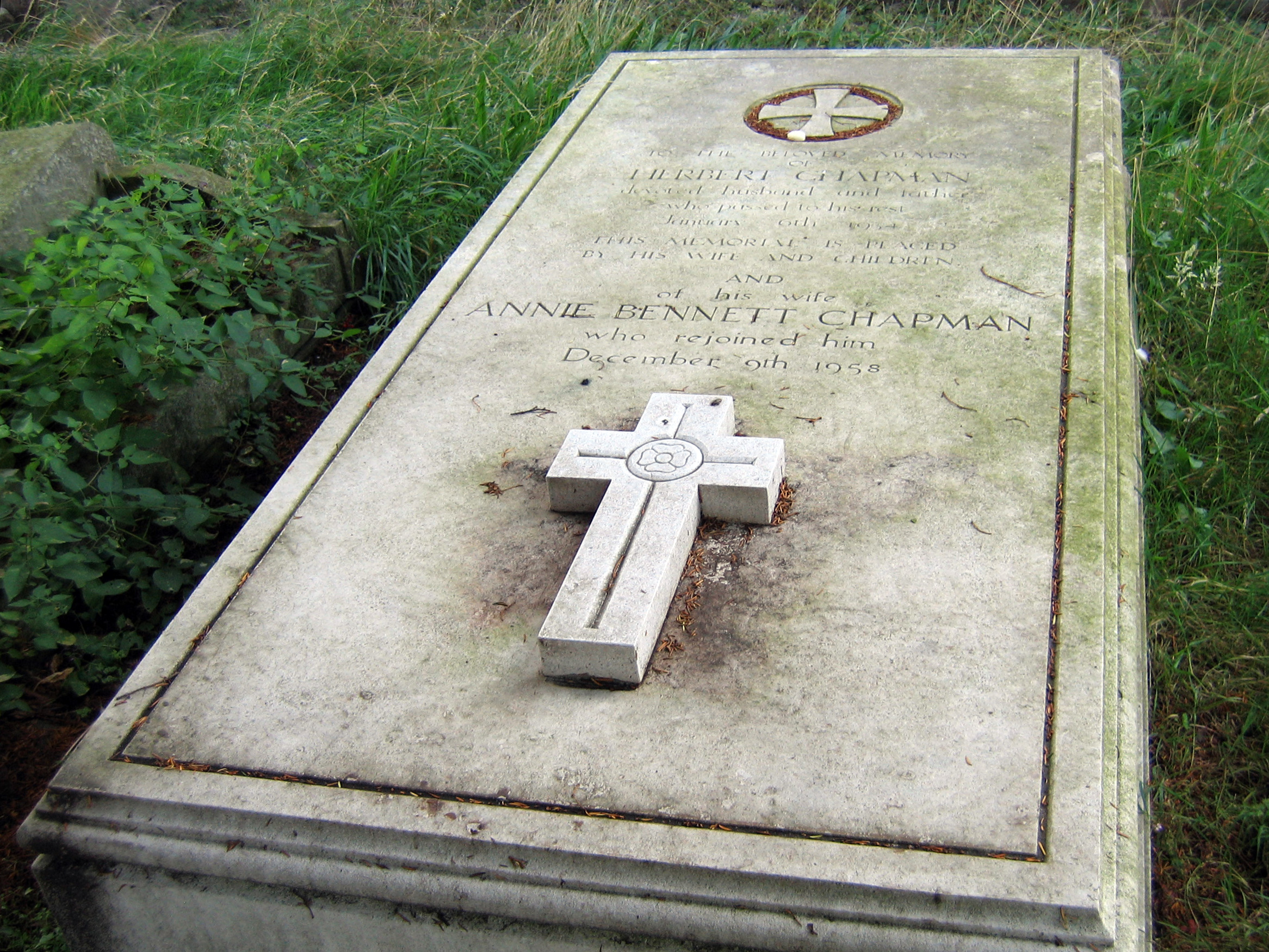
Das Grab Chapmans auf dem Friedhof der St. Mary Parish Church in Hendon

Den Neujahrstag 1934 hatte Chapman in London verbracht, bevor er in den Norden reiste, um dort am 2. Januar 1934 mit Sheffield Wednesday den nächsten Gegner des FC Arsenal zu begutachten. Nach seiner Rückkehr in London war Chapman stark erkältet und entgegen der Empfehlung seines Arztes sah er sich noch im Regen eine Partie der dritten Arsenal-Mannschaft gegen Guildford City an. Aus der Erkältung wurde schnell eine Lungenentzündung, der Chapman wiederum sehr rasch erlag. In den frühen Stunden des 6. Januar 1934 verstarb Chapman in seinem Haus in Hendon. Nur vier weitere Tage später fand die Trauerfeier in der St. Mary Parish Church in Hendon statt.

„Die Beisetzung des verstorbenen Managers Arsenals Herbert Chapman gestaltete sich zu einer einzigartigen Kundgebung der englischen Fußballwelt. Der Leichenwagen war von rotgoldenen Torstangen umgeben, auf dem Sarge lag ein riesiger goldener Fußball. Der Sarg wurde von Spielern des Fußballklubs Arsenal getragen. Alles, was in der englischen Fußballwelt einen Namen hat, wohnte dem feierlichen Begräbnis bei.“

Chapman hinterließ eine Witwe und vier erwachsene Kinder.

## Das „Vermächtnis“
Chapman war einer der ersten Fußballtrainer (im britischen Fußball spricht man von einem „Fußballmanager“) moderner Prägung, der selbstverantwortlich die Auswahl der Spieler vornahm und diese nicht mehr nur von seinem Verein vorgeschrieben bekam. Neben den taktischen Innovationen war ihm der physische Aspekt bei seinen Akteuren überaus wichtig. Dazu führte er ein strenges Training ein und beschäftigte Physiotherapeuten und Masseure. Die Spieler ermutigte er zur offenen Diskussion über die Taktik und berief dazu wöchentlich ein Treffen im Verein. Zudem bekräftigte er sie dazu, auch außerhalb des Trainingsplans sportliche Aktivitäten zu ergreifen, wie beispielsweise Golf.
Im Gegensatz zu der ansonsten ablehnenden Haltung vieler Zeitgenossen im britischen Fußball war Chapman auch ein Anhänger des Fußballs auf dem europäischen Kontinent. Dabei zählte er vor allem Hugo Meisl und Jimmy Hogan zu seinen Freunden, die sich spätestens als Trainer des österreichischen „Wunderteams“ zu Beginn der 1930er Jahre einen Namen gemacht hatten. Bereits mehr als 20 Jahre vor der offiziellen Einführung der Europapokalwettbewerbe sprach sich Chapman für europaweite Turniere aus und ging mit seinen Mannschaften regelmäßig ins Ausland, um dort Freundschaftsspiele zu absolvieren. Chapman war einer der ersten Trainer, die über einen Transfer von dunkelhäutigen und ausländischen Spielern nachdachten. Der Transfer von Walter Daniel Tull zu Northampton Town war im Jahr 1911 eine der ersten Verpflichtungen eines schwarzen Spielers. Nachdem der beabsichtigte Kauf des österreichischen Torhüters Rudolf Hiden im Jahr 1930 nach Protesten der Spielvereinigung und des Football-League-Verbands durch das Arbeitsministerium noch abschlägig beschieden worden war, sollte zudem mit Gerrit Keizer noch im selben Jahr ein erster Niederländer den Weg zum FC Arsenal – wenngleich als Amateur – finden.
Nach einem Besuch eines Abendspiels in Belgien wurde Chapman zu einem Fürsprecher für die Einführung von Flutlicht. Dieses wurde dann auch schnell in der Westtribüne des Highbury-Stadions eingebaut. Eingeschaltet wurde es jedoch nur in Trainingsspielen, denn die Erlaubnis für die Verwendung von künstlichem Licht in offiziellen Wettbewerben folgte erst in den 1950er Jahren. Chapman stand weitgehend hinter den Umbaumaßnahmen in Highbury zu Beginn der 1930er Jahre, darunter die Errichtung der Ost- und Westtribüne sowie der Einbau der großen Uhr im Süden des Stadions („Clock End“). Sein Einfluss war so weitreichend, dass er sogar mutmaßlich hinter der Umbenennung der London-Underground-Haltestelle „Gillespie Road“ in „Arsenal“ stand. Auch für die Gestaltung der Anzeigetafel und der Drehkreuze im Zugangsbereich zum Highbury-Stadion zeichnete er verantwortlich.
Chapman befürwortete den Gebrauch von weißen Fußbällen, damit die Zuschauer dem Spiel auch bei widrigen Wetterverhältnissen besser folgen konnten, und die Verwendung von durchnummerierten Trikots – primär als Orientierung für die eigenen Spieler, um bei den einstudierten Spielzügen schneller den jeweiligen Mannschaftskameraden zu „orten“. Später stand er noch hinter einem neuen Trikotdesign des FC Arsenal, das noch heute verwendet wird. Bei den vormals rein roten Hemden setzten sich die Ärmel nun weiß ab; zudem wurde die rote Farbe vor der Partie gegen den FC Liverpool am 4. März 1933 etwas aufgehellt. Bei dem FA-Cup-Finale 1930 zwischen dem FC Arsenal und Huddersfield Town begann auf Anregung von Chapman zudem die Tradition, dass beide Mannschaften gemeinsam vor Spielbeginn das Feld betreten.

## Erfolge und Ehrungen
Als Spieler gewann Chapman keine bedeutenden Titel. Dies änderte sich bei seinen Trainertätigkeiten und im Alter von nur 31 Jahren gewann er mit Northampton Town in der Southern League seine erste Trophäe. Es folgten vier englische Meisterschaften (1924 und 1925 mit Huddersfield Town sowie 1931 und 1933 mit dem FC Arsenal) und zwei FA-Cup-Ausgaben (1923 mit Huddersfield Town und 1930 mit dem FC Arsenal). Nach seinem Tod hatte er ein Arsenal-Team hinterlassen, das seine Nachfolger Joe Shaw und George Allison mit zwei weiteren Meistertiteln in den Jahren 1934 und 1935 zum „Titel-Hattrick“ führten (dieses Kunststück sollte erst der FC Liverpool zwischen 1982 und 1984 wieder vollbringen). Wie auch Jimmy Hogan warnte Chapman schon früh davor, dass der englische Fußball überholt würde, wenn man die Fortschritte im kontinentaleuropäischen Fußball weiterhin ignorieren würde.
Im Jahr 2003 nahm die englische „Football Hall of Fame“ Herbert Chapman in Anerkennung seiner Trainerleistungen in die Ruhmeshalle auf. Im März 2005 wurde an seinem ehemaligen Haus in Hendon (6 Haslemere Avenue), in dem er von 1926 bis zu seinem Tod lebte, eine öffentliche Gedenkplakette („Blue Plaque“) angebracht. Er war damit der erste Fußballspieler oder -trainer, dem diese Ehre zuteilwurde. Anlässlich seines 70. Todestages ernannte ihn die Zeitung Sunday Times nach einer Umfrage zum „größten britischen Trainer aller Zeiten“.
Für seine Verdienste beim FC Arsenal erstellte der Bildhauer Jacob Epstein ein bronzefarbene Skulptur von Chapman, die bis zum Abriss des Highbury im Jahr 2006 in den Marmorhallen der Osttribüne ausgestellt wurde. Aktuell ist sie im neuen Emirates Stadium in dem Megastore „The Armoury“ zu finden. Er ist damit einer von nur zwei Arsenal-Trainern, die mit einer derartigen Büste geehrt wurden; der andere ist der ehemalige Trainer Arsène Wenger. Eine Nachbildung der Chapman-Büste gab der FC Arsenal im Jahr 2008 anlässlich der 100-Jahr-Feier von Huddersfield Town in Auftrag. Für die Saison 2007/08 entschloss sich die Arsenal-Vereinsführung dazu, die Mannschaft in weißen Auswärtstrikots antreten zu lassen und auf diese Weise Chapmans Erfolge zu gedenken.

## Eigenes Werk
- Herbert Chapman: Herbert Chapman on Football. Robert Blatchford, 2007, ISBN 978-0-9552399-0-8 (Erstausgabe:  1934).